# Аврийи (Алье)
Аврийи́ (фр. Avrilly) — коммуна во Франции, находится в регионе Овернь. Департамент коммуны — Алье. Входит в состав кантона Ле-Донжон. Округ коммуны — Виши.
Код INSEE коммуны — 03014.

## Население
Население коммуны на 2008 год составляло 160 человек.
| 1962 | 1968 | 1975 | 1982 | 1990 | 1999 | 2008 |
| ---- | ---- | ---- | ---- | ---- | ---- | ---- |
| 248  | 289  | 241  | 193  | 159  | 179  | 160  |

## Экономика
В 2007 году среди 87 человек в трудоспособном возрасте (15—64 лет) 57 были экономически активными, 30 — неактивными (показатель активности — 65,5 %, в 1999 году было 63,6 %). Из 57 активных работали 51 человек (31 мужчина и 20 женщин), безработных было 6 (3 мужчин и 3 женщины). Среди 30 неактивных 9 человек были учениками или студентами, 10 — пенсионерами, 11 были неактивными по другим причинам.